# Spider-Man and Captain America in Doctor Doom's Revenge
Spider-Man and Captain America in Doctor Doom's Revenge é um jogo de computador da Marvel Comics, estrelado pelo Homem-Aranha e Capitão América.

## Enredo
O Doutor Destino tem planos de transformar os Estados Unidos em colônia da Latvéria (país europeu governado por ele mesmo), o que faz com que o Homem-Aranha e Capitão América queiram impedi-lo.

## Recepção
Computer Gaming World deu ao jogo uma avaliação mista, elogiando os gráficos, mas observando que seu carregamento é  muito lento. A crítica também observou que o jogo foi extremamente linear, e os controles ficaram sem resposta Compute! gostou dos gráficos do jogo e de seu áudio, mas o revisor, um fã da Marvel Comics - afirmou que a história não era tão instigante como o material de origem.